# Tin Soldier (film)
Tin Soldier är en amerikansk thriller- och actionfilm som hade premiär på Prime Video den 9 juni 2025. Filmen är regisserad av Brad Furman som även skrivit manus tillsammans med Jess Fuerst och Pablo F. Fenjves.

## Handling
När en karismatisk kultledare utlöser en konfrontation med polisen måste en plågad före detta soldat möta sina mörkaste rädslor och återvända till anläggningen som han en gång flydde ifrån.

## Rollista (i urval)
- Jamie Foxx – Bokushi
- Robert De Niro – Emmanuel Ashburn
- Scott Eastwood – Nash Cavanaugh
- John Leguizamo – Luke Dunn
- Shamier Anderson – Kivon Jackson
- Rita Ora – Mama Suki
- Nora Arnezeder – Evoli Carmichael
- Saïd Taghmaoui – Atlas
- Laurence Mason – Shinja John